# Horoszkówka 1
Horoszkówka 1 (biał. Гарошкаўка 1, Haroszkauka 1; ros. Горошковка 1, Goroszkowka 1) – wieś na Białorusi, w obwodzie brzeskim, w rejonie kamienieckim, w sielsowiecie Kamieniuki.
W latach 1921–1939 należała do gminy Białowieża.
Według Powszechnego Spisu Ludności z 1921 roku wieś zamieszkiwało 69 osób, wszyscy byli wyznania prawosławnego oraz zadeklarowali polską przynależność narodową. We wsi było 10 budynków mieszkalnych.